# Redfern, New South Wales

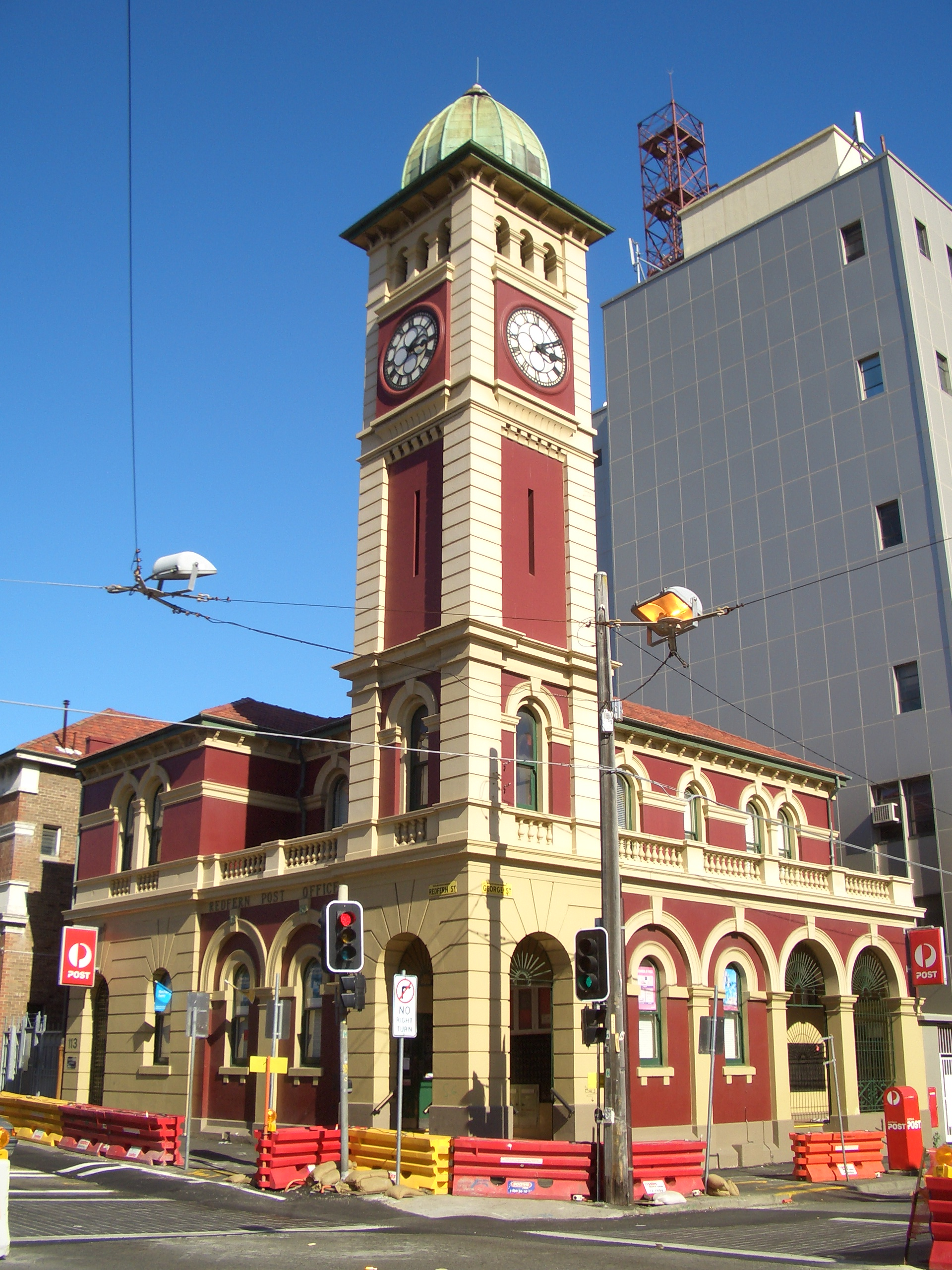
Poşta din Redfern

Redfern este o suburbie centrală în Sydney, Australia. Este situată la o distanță de 3 km de la centrul orașului și face parte din guvernarea locală City of Sydney. Codul poștal este 2016. 
Redfern este actualmente într-o stare de reînnoire urbană, având o poziție foarte centrală dar conținând printre cele mai dezavantajate comunități din Australia. Partea estică a suburbiei este gentrificată, fiind locuită de mulți tineri cu studii superioare și care în general au locuri de muncă în sectorul cultural. În partea vestică, lângă gara din Redfern, trăiește o comunitate semnificativă de aborigeni australieni. Un procent semnificativ al locuitorilor din Redfern trăiesc în locuințe sociale, construite după Al Doilea Război Mondial.